# 小野道風

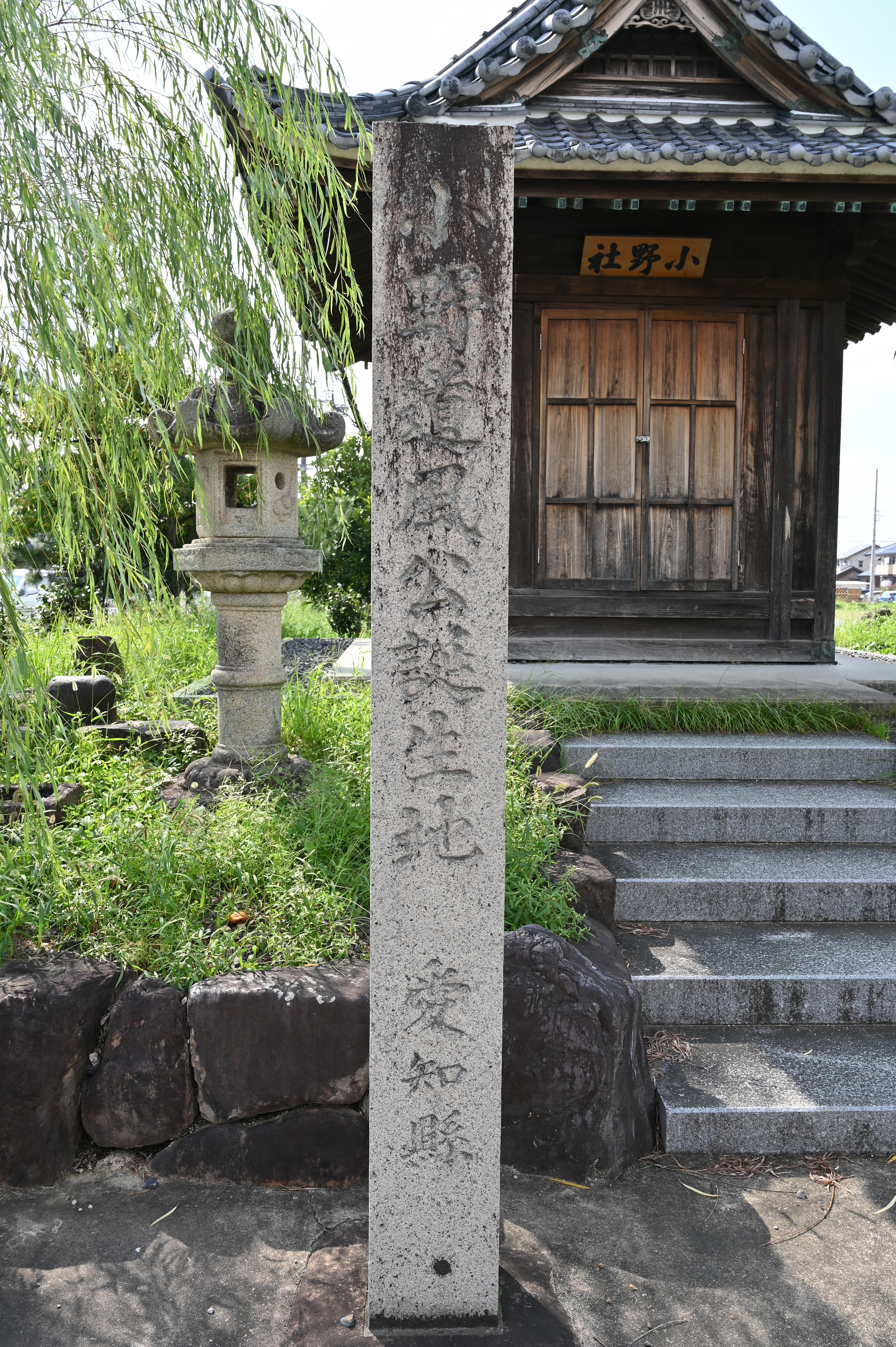
小野道風公誕生地碑（愛知県春日井市の道風公園）

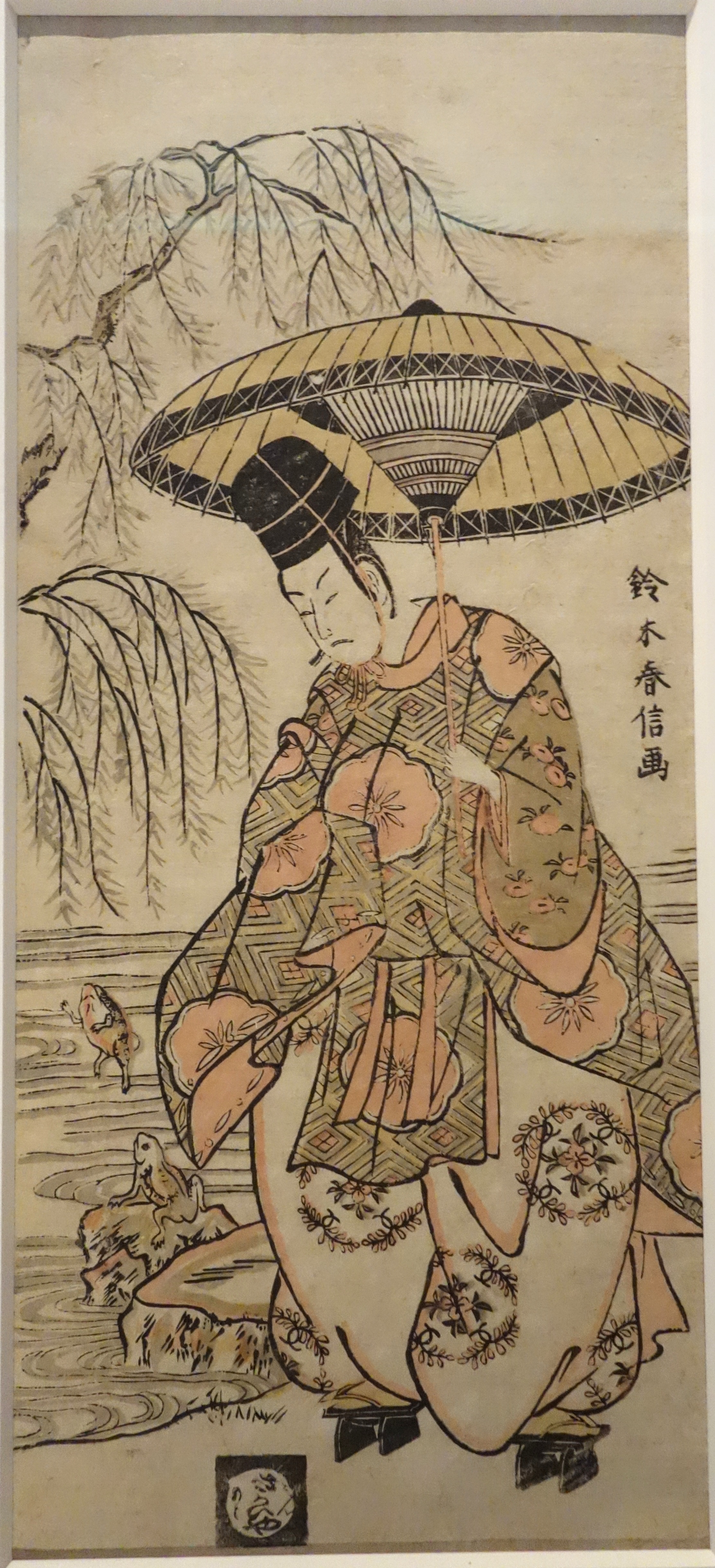
小野道風（鈴木春信画）

小野 道風（おの の みちかぜ/とうふう）は、平安時代前期から中期にかけての貴族・能書家。参議・小野篁の孫で、大宰大弐・小野葛絃の三男。官位は正四位下・内蔵頭。
それまでの中国的な書風から脱皮して和様書道の基礎を築いた人物と評されている。後に、藤原佐理と藤原行成と合わせて「三跡」と称され、その書跡は野跡と呼ばれる。

## 経歴
小野葛紘が尾張国春日井郡上条（現在の愛知県春日井市松河戸）に滞在中、里女を母に葛紘の三男として生まれたとされる。史実としては確認できない、あくまで伝承の類であるが、江戸時代の18世紀には既にこの説が広まっていた。
醍醐朝の延喜5年（905年）には弱冠12歳にして大嘗会の屏風の色紙形を書く。延喜20年（920年）能書の撰により非蔵人に補されると、翌延喜21年（921年）右兵衛少尉に任ぜられる。延長3年（925年）少内記となるが、同年に勧修寺で行われた醍醐天皇の生母である贈皇太后・藤原胤子の法要において、道風は供養願文の法華経の清書役に抜擢される。以後道風の宮廷内における能書活動が活発になっていく。延長4年（926年）興福寺の寛建が入唐するにあたって、当時の日本の文士文筆を唐に対して誇示するために、菅原道真らの漢詩とともに、道風の書いた行書・草書各一巻を携行しており、既に日本を代表する能書家になっていた様子が窺われる。のち、醍醐朝では書家として以下の活動がある。
- 延長5年（927年）2月、大納言・藤原清貫の60歳の賀にあたり、小野忠則とともに金銀泥下絵の色紙に『法華経』『薬師経』などを書く[4]。
- 延長5年（927年）12月、円珍に智証大師の諡号が贈られた際、諡号の勅書を浄書（智証大師諡号勅書）
- 延長6年（928年）6月、清涼殿南廂の白壁に漢唐の名君賢君の徳行を揮毫[5]。
- 延長6年（928年）12月、内裏の屏風六帖に、大江朝綱の漢詩を浄書[6]。なお、この下書が『屏風土代』である。
- 延長6年（928年）醍醐寺の西大門、東大門の額を揮毫。南大門にも道風の草書があげられたが、得意の草書を選定した醍醐天皇の鑑識眼に対して、道風は「あな、賢王や」と感激している。
- 延長7年（929年）9月、紫宸殿の障子の賢臣像の銘を書き改める[7]

朱雀朝では従五位下に叙爵され、内蔵権助や右衛門佐を務めた。朱雀朝での活動には以下がある。
- 承平2年（932年）11月、大嘗祭において屏風の色紙型を揮毫[8]
- 承平3年（933年）8月、康子内親王の裳着で屏風の色紙形を揮毫
- 天慶2年（939年）11月、『慈覚大師伝』を書写
- 天慶5年（942年） 4月、醍醐寺釈迦堂の門額を揮毫

村上朝に入ると、天慶9年（946年）右衛門府の官人が職務を怠り会昌門を開かなかったとして処罰され、右衛門佐であった道風は贖銅2斤の刑に処される。さらに、翌天暦元年（947年）には障りの由を伝えないまま荷前使の差遣に参加しなかったため解官の憂き目に遭った。その後は以下の活動を行っている。
- 天暦3年（949年）11月、屏風の色紙形に『坤元録』の屏風詩20首を書く
- 天暦7年（953年）8月、朱雀院御周忌の一切供養に際して『目録之外廿六巻』を分担執筆
- 天暦8年（954年）8月、文章博士・橘直幹の民部大輔を兼任を請う申文を清書
- 天徳元年（957年）右大臣・藤原師輔の大饗において屏風の色紙形を書く

天徳2年（958年）正月に道風は山城守への任官、あるいは近江権守の兼帯を請う奏状を村上天皇に奉じる。その願いは叶わなかった一方で、その文章は平安時代の代表的な詩文集を集めた『本朝文粋』に収められている。同年3月に新たに乾元大宝が鋳造されることになったが、眼病（老人性白内障か）の進行により細字を書くことが困難になっていたため、銭文の土代（字様）を書くことができなかった。しかし、第一の能書としての評判は変わらず、翌天徳3年（959年）5月に藻壁門の額字を揮毫。さらに、8月に清涼殿で行われた詩合において、慣例であれば左右の各10首の清書は別人が書くべきところ、村上天皇は両方の清書を道風が行うことを望む。そこで、左方は勅令により道風が清書し、右方は右兵衛督・源延光の邸宅に強引に連れ込まれて酒でもてなされたあげく道風が清書させられている。しかしこの時の清書も「能書之妙」「義之再生」と絶賛された。
天徳4年（960年）9月に内裏が火災によって焼亡する。村上天皇は道風が書いた橘直幹の申文を大切にしており、この火災においても「直幹が申文は取り出でたりや」と発言したという。まもなく内裏再建計画が立てられ、道風は木土頭の官職にあったものの、健康不良により急遽発生した激務には耐えられず、10月初旬には内蔵権頭に遷った。応和元年（961年）再建された内裏の承明門額や殿舎の額を揮毫している。
康保3年（966年）12月27日卒去。享年73。最終官位は正四位下行内蔵権頭。

## 人物
能書としての道風の名声は生存当時から高く、当時の宮廷や貴族の間では「王羲之の再生」ともてはやされた。『源氏物語』では、道風の書を評して「今風で美しく目にまばゆく見える」（意訳）と言っている。没後、その評価はますます高まり、『書道の神』として祀られるに至っている。
空海筆の額字について「美福門は田広し、朱雀門は米雀門、大極殿は火極殿」と非難したという。これは、空海が筆力・筆勢を重んじたのに対して、道風は字形の整斉・調和を重要視したという書に対する姿勢の違いや、道風の書が天皇や貴族に愛好され、尊重していた自負によるものと想定される。
晩年は健康を壊して随分と苦しんだ。中風に苦しんでいたらしく、65歳ぐらいの頃から目が悪くなり、67歳ぐらいの頃には言語までが不自由になったという。その頃からの道風の文字はのびのびした線ではなくなり、後世ではこれを「道風のふるい筆」といっている。
勅撰歌人として『後撰和歌集』に5首の和歌作品が採録されている。

## 主な作品
道風の作品は、雄渾豊麗、温雅で優れ、草書は爽快で絶妙を極め、その筆跡を「野跡」という。醍醐天皇は深くその書を愛好され、醍醐寺の榜や行草法帖各一巻を書かせた。

### 真跡

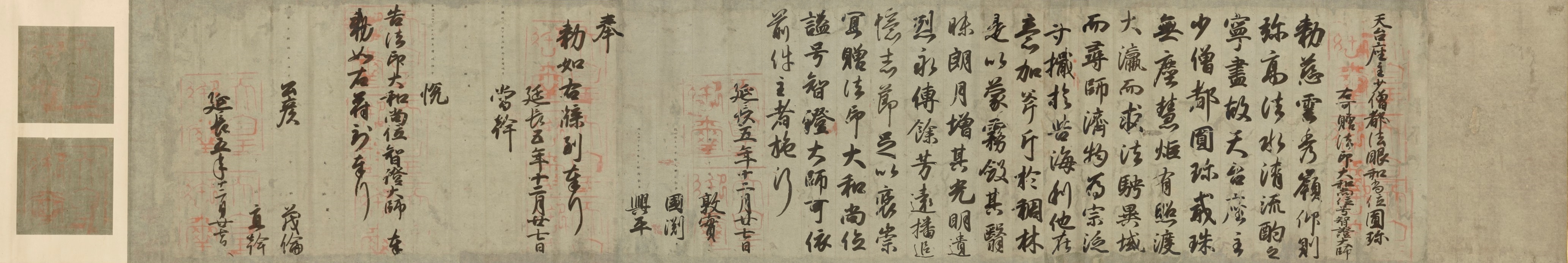
『智証大師諡号勅書』（東京国立博物館蔵、国宝）

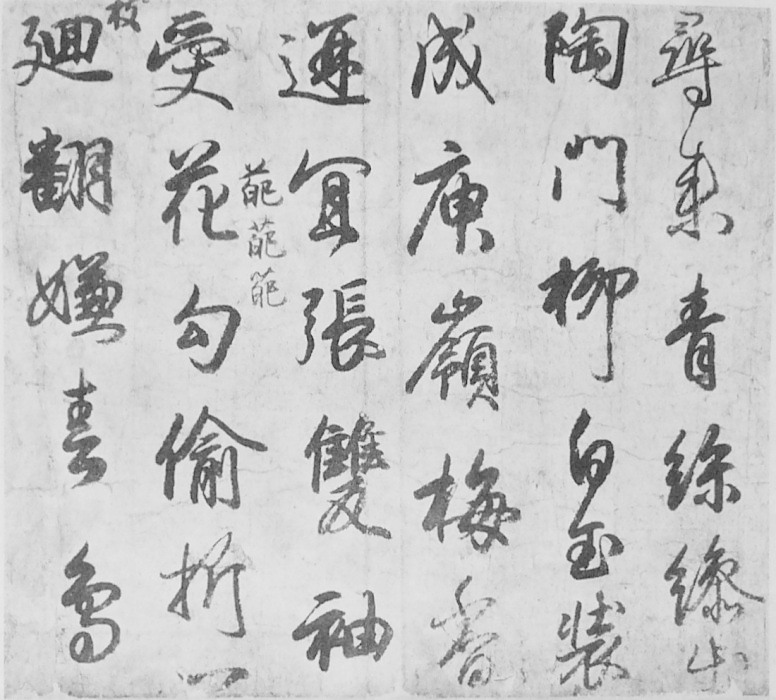
『屏風土代』（部分、三の丸尚蔵館蔵）

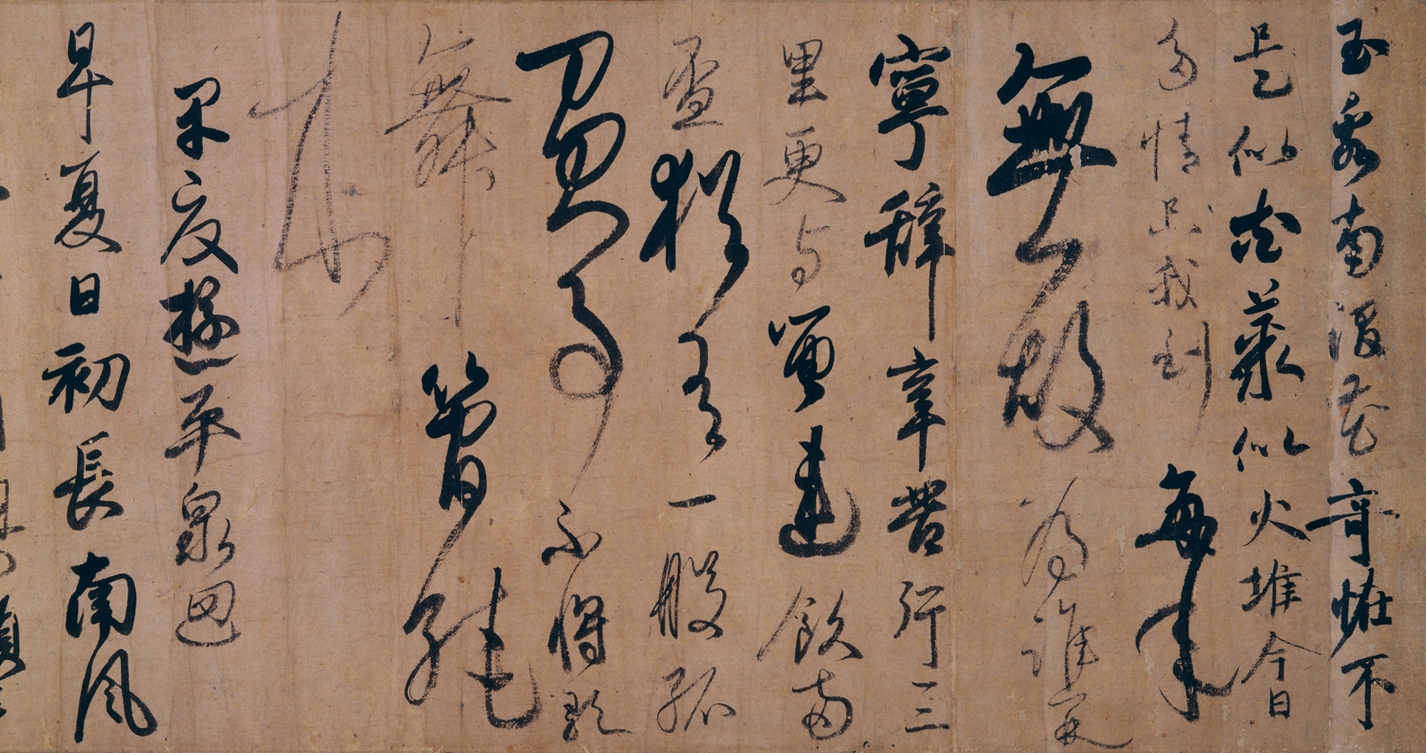
『玉泉帖』（巻頭部分、三の丸尚蔵館蔵）

- 三体白氏詩巻 - （国宝） 正木美術館蔵

白氏文集を楷行草の各書体で揮毫したもので、八紙を一巻として、巻第五十三の詩六首分が現存する。ちょうど二首分ずつ、楷・行・草の順に調巻されるが、享禄二年（1529年）の伏見宮貞敦親王の識語によれば、当時すでに、楷書二首、行書二首、草書二首という現在の形であったことが分かる。
- 智証大師諡号勅書 - （国宝）東京国立博物館蔵

寛平3年（891年）、少僧都法眼和尚位で寂した延暦寺第5世座主円珍が、36年後の延長5年（927年）、法印大和尚位を賜り、「智証大師」と諡されたときの勅書である。文は式部大輔藤原博文の撰、道風34歳の書で、藍の檀紙に行草を交えて太い弾力性のある文字である。
- 屏風土代 - 三の丸尚蔵館蔵

土代とは「下書き」の意で、内裏に飾る屏風に揮毫する漢詩の下書きである。
延長6年（928年）11月、道風が勅命を奉じて宮中の屏風に書いたときの下書きで、大江朝綱が作った律詩八首と絶句三首が書かれている。署名はないがその奥書きに、平安時代末期の能書家で鑑識に長じていた藤原定信が、道風35歳の書であることを考証しているので、真跡として確実である。巻子本の行書の詩巻で、料紙は楮紙である。処々に細字を傍書しているのは、その字体を工夫して様々に改めたことを示している。書風は豊麗で温和荘重、筆力が漲り悠揚としている。
- 玉泉帖（ぎょくせんじょう） - 三の丸尚蔵館蔵

白氏文集の詩を道風が興に乗じて書いた巻子本で、巻首が「玉泉南澗花奇怪」の句で始まるのでこの名がある。楷行草を取り混ぜ、文字も大小肥痩で変化に富む。
- 絹地切 - 東京国立博物館ほか分蔵

### 伝承筆者
古来、道風を伝承筆者とするが、疑問視されているもの
- 継色紙（つぎしきし） - 東京国立博物館蔵

寸松庵色紙（伝紀貫之筆）、升色紙（伝藤原行成筆）とともに三色紙といわれ、仮名古筆中でも最高のものといわれる。色紙型の料紙二葉を継ぎ合わせたものに、古歌一首を散らし書きしたのでこの名がある。紫、藍、赭（赤色）、緑などに染めた鳥の子紙に、白もまじえた粘葉本の断簡（だんかん、切れ切れになった文書）である。
- 秋萩帖 - （国宝）東京国立博物館蔵

「安幾破起乃（あきはぎの）…」の書き出しによりこの名がある。草仮名随一の名品であり、平仮名へ変遷する過渡期のものとして大変貴重である。10世紀末頃の作とされている。
- 本阿弥切
- 愛知切
- 綾地切
- 小嶋切
- 大内切
- 八幡切

### その他
- 集古浪華帖 （道風の消息を集めて、木版で模刻刊行したもの）

## 逸話

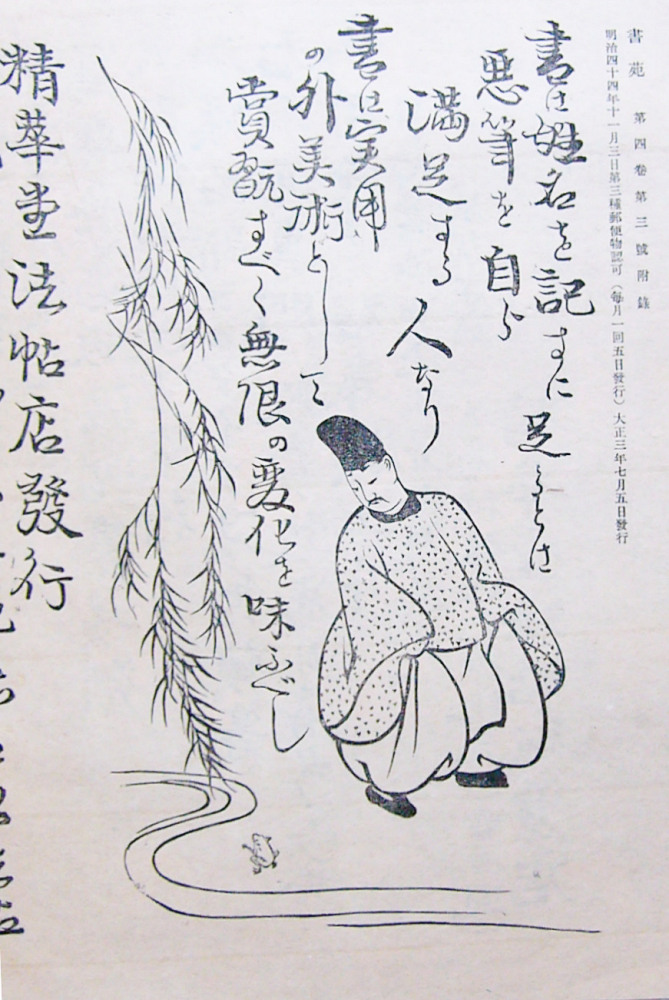
小野道風と蛙

道風が、自分の才能が足りないことを悩んで、書道をあきらめかけていた時のことである。ある雨の日のこと、道風が散歩に出かけると、柳に蛙が飛びつこうと、繰りかえし飛びはねている姿を見た。道風は「柳は離れたところにある。蛙は柳に飛びつけるわけがない」と思っていた。すると、たまたま吹いた風が柳をしならせ、蛙はうまく飛び移った。道風は「自分はこの蛙の努力をしていない」と目を覚まして、書道をやり直すきっかけを得たという。ただし、この逸話は史実かどうか不明で、広まったのは江戸時代中期の浄瑠璃『小野道風青柳硯』（おののとうふうあおやぎすずり : 宝暦4年〈1754年〉初演）からと見られる。その後、第二次世界大戦以前の日本の国定教科書にもこの逸話が載せられて多くの人に広まり、知名度は高かった。
この逸話は多くの絵画の題材とされ、花札の札の一つである「柳に小野道風」の絵柄もこの逸話を題材としている。また現在では東名高速道路・名古屋第二環状自動車道上での春日井市のカントリーサインの絵柄にこの絵が採用されている。
青柳総本家のロゴマークである「柳に飛びつくカエル」は、この逸話にちなみ「目標に向かって何度でも努力を繰り返す青柳のチャレンジ精神」を象徴したもので、1951年（昭和26年）に杉本健吉のデザインで生まれた。

## 旧跡

### 神社
道風を祭神として祀る神社がいくつか存在する。
- 小野道風神社 - 滋賀県大津市にある神社。
- 道風神社 - 京都市北区にある神社。

## 官歴
中圭子「小野道風」による。
- 延喜20年（920年） 5月5日：非蔵人、昇殿
- 時期不詳：正七位下
- 延喜21年（921年） 3月13日：右兵衛少尉
- 時期不詳：正七位上
- 延長3年（925年） 8月：少内記
- 時期不詳：従五位下
- 天慶2年（939年） 日付不詳：内蔵権助
- 天慶4年（941年） 3月28日：右衛門佐?[20]
- 時期不詳：従五位上
- 天慶9年（946年） 8月7日：贖銅2斤[21]
- 時期不詳：次侍従
- 天暦元年（947年） 12月20日：解却[22]
- 天徳元年（957年） 正月18日：見木工頭
- 天徳2年（958年） 正月11日：見従四位下[23]
- 天徳4年（960年） 日付不詳：正四位下。10月9日：内蔵権頭
- 康保3年（966年） 12月27日[注 6]：卒去（正四位下行内蔵権頭）

## 系譜
- 父：小野葛絃
- 母：尾張国の里女
- 生母不詳の子女
  - 男子：小野奉時
  - 男子：小野長範
  - 男子：小野奉忠
  - 男子：小野奉明
  - 男子：小野公時

## 登場作品
テレビドラマ
- 『風と雲と虹と』（1976年、NHK大河ドラマ、演：小池朝雄）

小説
- 『吼えろ道真：大宰府の詩』澤田瞳子著、集英社文庫、2022年10月。ISBN 978-4-08-744444-5